# James Daniels
James Daniels (Warren, 13 settembre 1997) è un giocatore di football americano statunitense che milita nel ruolo di centro per i Miami Dolphins della National Football League (NFL).

## Carriera universitaria
Al college Daniels giocò a football con gli Iowa Hawkeyes dal 2015 al 2017. Dopo la sua stagione da junior decise di abbandonare il college football con un anno di anticipo per dichiararsi eleggibile nel Draft NFL. Con gli Hawkeyes disputò 37 partite in tre anni.

## Carriera professionistica

### Chicago Bears
Daniels fu scelto nel corso del secondo giro (36º assoluto) nel Draft NFL 2018 dai Chicago Bears. Debuttò come professionista subentrando nella gara del primo turno contro i Green Bay Packers e chiuse la sua prima stagione con 16 presenze, di cui 10 come titolare.

### Pittsburgh Steelers
Il 17 marzo 2022 Daniels firmò un contratto triennale con i Pittsburgh Steelers.

### Miami Dolphins
Il 13 marzo 2025 Daniels firmò con i Miami Dolphins un contratto triennale del valore di 24 milioni di dollari.